# العلاقات النرويجية اللاوسية
العلاقات النرويجية اللاوسية هي العلاقات الثنائية التي تجمع بين النرويج ولاوس.

## مقارنة بين البلدين
هذه مقارنة عامة ومرجعية للدولتين:
| وجه المقارنة                                              | النرويج                                                   | لاوس        |
| --------------------------------------------------------- | --------------------------------------------------------- | ----------- |
| المساحة (كم2)                                             | 385.21 ألف                                                | 236.80 ألف  |
| عدد السكان (نسمة)                                         | 5.33 مليون                                                | 6.86 مليون  |
| الكثافة السكانية (ن./كم²)                                 | 13.84                                                     | 28.97       |
| العاصمة                                                   | أوسلو                                                     | فيينتيان    |
| اللغة الرسمية                                             | بوكمول، لغات السامي، نينوشك، اللغة النرويجية              | اللغة اللاو |
| العملة                                                    | كرونة نروجية                                              | كيب لاوي    |
| الناتج المحلي الإجمالي (بليون دولار)                      | 398.83 مليار                                              | 16.85 مليار |
| الناتج المحلي الإجمالي (تعادل القوة الشرائية) بليون دولار | 322.23 مليار                                              | 38.71 مليار |
| الناتج المحلي الإجمالي الاسمي للفرد دولار أمريكي          | 74.40 ألف                                                 | 1.82 ألف    |
| الناتج المحلي الإجمالي للفرد دولار أمريكي                 | 65.61 ألف                                                 |             |
| مؤشر التنمية البشرية                                      | 0.944                                                     | 0.575       |
| رمز المكالمات الدولي                                      | +47                                                       | +856        |
| رمز الإنترنت                                              | .no                                                       | .la         |
| المنطقة الزمنية                                           | ت ع م+01:00، ت ع م+02:00، توقيت وسط أوروبا، أوروبا/أوسلو ‏ | ت ع م+07:00 |

## منظمات دولية مشتركة
يشترك البلدان في عضوية مجموعة من المنظمات الدولية، منها:
| علم المنظمة | اسم المنظمة                        | تاريخ انضمام النرويج | تاريخ انضمام لاوس |
| ----------- | ---------------------------------- | -------------------- | ----------------- |
|             | بنك التنمية الآسيوي                | 1966                 | 1966              |
|             | مؤسسة التنمية الدولية              | 24 سبتمبر 1960       | 28 أكتوبر 1963    |
|             | يونسكو                             | 4 نوفمبر 1946        | 9 يوليو 1951      |
|             | وكالة ضمان الاستثمار متعدد الأطراف | 9 أغسطس 1989         | 5 أبريل 2000      |
|             | الأمم المتحدة                      | 27 نوفمبر 1945       | 14 ديسمبر 1955    |
|             | البنك الدولي للإنشاء والتعمير      | 27 ديسمبر 1945       | 5 يوليو 1961      |
|             | منظمة حظر الأسلحة الكيميائية       | ?                    | ?                 |
|             | مؤسسة التمويل الدولية              | 20 يوليو 1956        | 29 يناير 1992     |
|             | منظمة الشرطة الجنائية الدولية      | ?                    | ?                 |

## وصلات خارجية
- موقع وزارة الخارجية النرويجية
- موقع وزارة الخارجية اللاوسية